# Martin Rushent
Martin Rushent, född 11 juli 1948 i Enfield, England, död 4 juni 2011, var en brittisk musikproducent.
Rushent producerade punkgrupper som The Stranglers och Buzzcocks på 1970-talet och blev berömd för sin produktion av The Human Leagues mycket framgångsrika album Dare 1981. Albumet spelades in i Rushents egen studio Genetic Sound och anses vara stilbildande för produktion av synthmusik. Rushent producerade även grupper som Altered Images, The Go-Go's, XTC, Visage med flera. 1982 utsågs han till bästa producent vid Brit Awards.

## Källa
1. ↑  ”Martin Rushent”. The Telegraph. 7 juni 2011. http://www.telegraph.co.uk/news/obituaries/technology-obituaries/8562220/Martin-Rushent.html. Läst 25 maj 2015.